# Список умерших в 1343 году

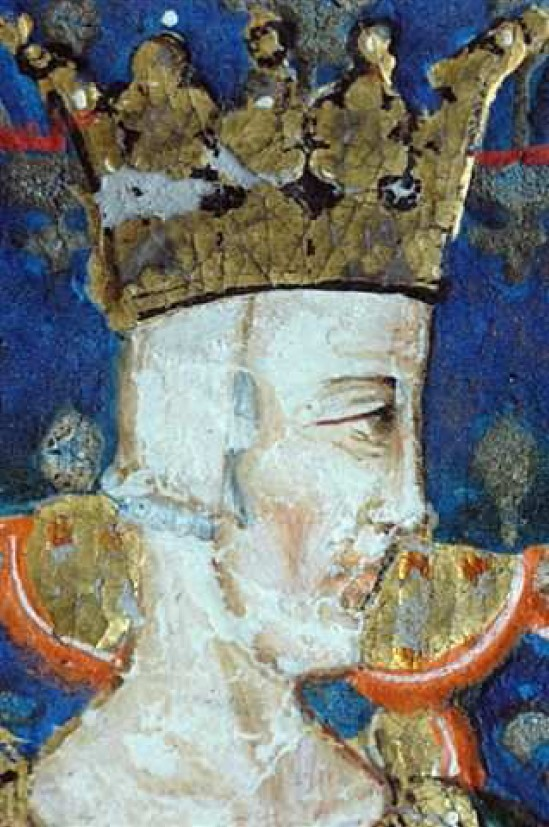
Роберт Мудрый

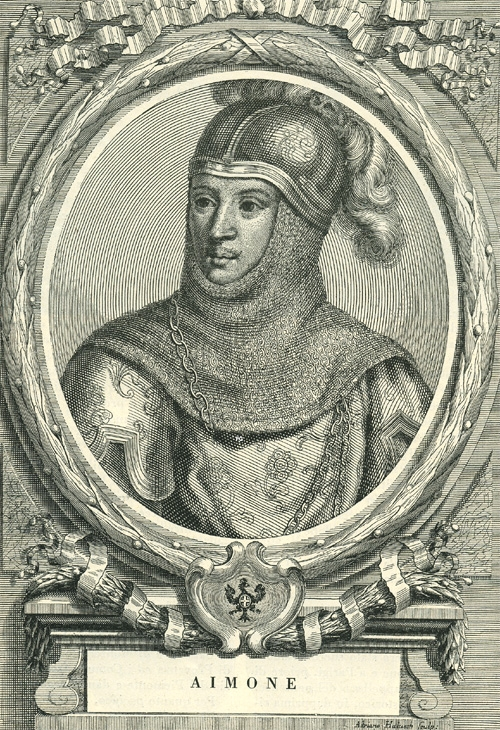
Аймон Миролюбивый

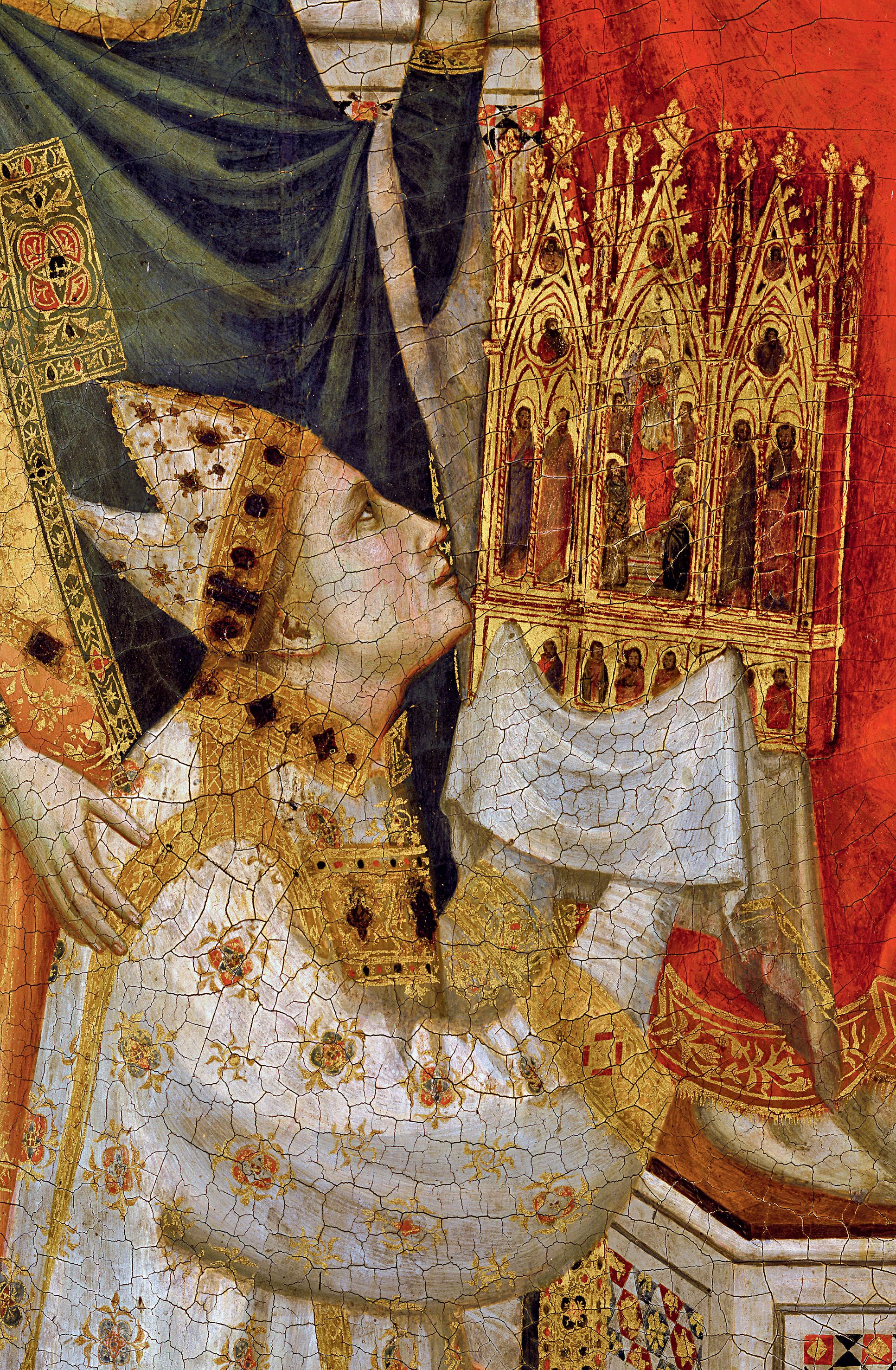
Джакомо Гаэтани Стефанесчи

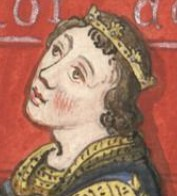
Филипп III д’Эврё

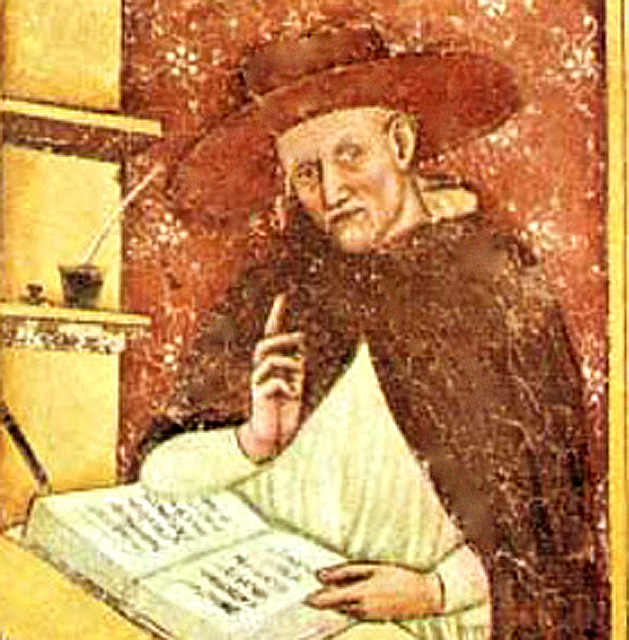
Жерар де Домар

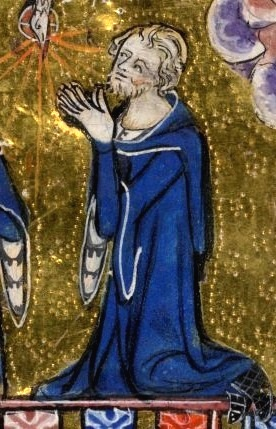
Рейнальд II Чёрный

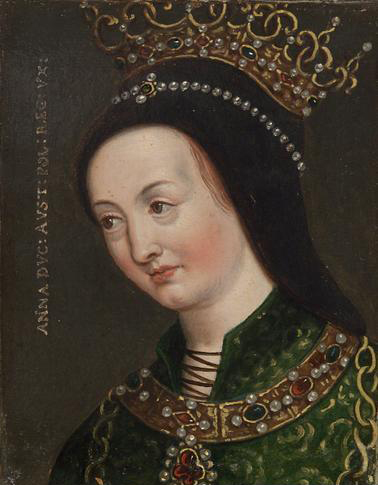
Анна Австрийская

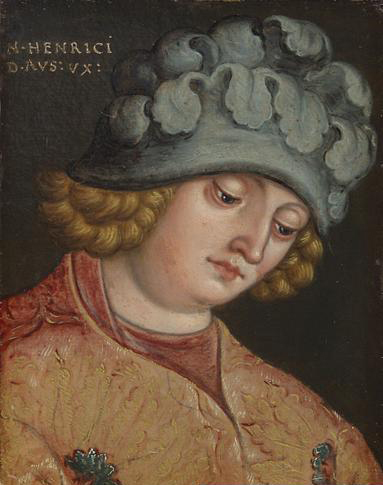
Елизавета Фринебургская

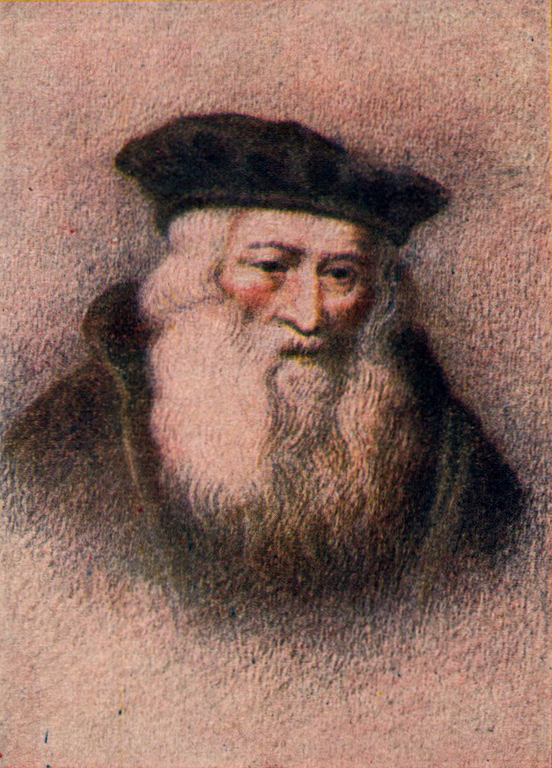
Яаков Бен-Ашер

В этой статье представлен список известных людей, умерших в 1343 году.
См. также: Категория:Умершие в 1343 году

## Январь
- 5 января — Ян IV из Дражиц[нем.] — епископ Праги (1301—1343)
- 17 января — Эмери Гено[фр.] — епископ Осера (1332—1339), архиепископ Руана (1339—1343)
- 20 января — Роберт Мудрый — король Неаполя (1309—1343)

## Февраль
- 3 февраля — Уильям де Рос — 2-й барон де Рос (1316—1343).
- 7 февраля — Уильям Белл[англ.] — епископ Сент-Андруса (1332—1342).
- 25 февраля — Ральф Бассет, английский аристократ, 2/3-й барон Бассет из Дрейтона (с 1299); сенешаль Гаскони (1323—1324), ставший одним из формальных виновников войны Сен-Сардо; лорд-смотритель Пяти портов (1326—1327).

## Апрель
- 9 апреля — Ломбардо делла Торре[итал.] — архиепископ Верчелли (1328—1343)

## Май
- 11 мая — Грегорио Целли[англ.] — святой римско-католической церкви (против засухи).
- 19 мая — Джон де Бошан — 2-й барон Бошан из Сомерсета (1336—1343).
- 29 мая — Франческо Манфреди — итальянский кондотьер, первый синьор Фаэнцы из рода Манфреди (1313—1327, 1340—1341).

## Июнь
- 2 июня — Андре Гини де Мальпиги[итал.] — епископ Арраса (1329—1334), епископ Турне (1334—1342) кардинал-священник de S. Susanna (1342—1343)
- 10 июня — Энтони де Люси — первый барон Люси (1321—1343), главный юстициарий Ирландии (1331—1333)
- 22 июня — Аймон Миролюбивый (51) — граф Савойский (1329—1343)
- 23 июня — Джакомо Гаэтани Стефанесчи[англ.] — итальянский кардинал-дьякон San Giorgio in Velabro (1295—1341)
- 27 июня — Леопольд II фон Эглофштайн[нем.] — князь-епископ Бамберга (1335—1343)

## Июль
- 29 июля — Генрих Пирнбруннер[нем.] — архиепископ Зальцбурга (1338—1343)

## Август
- 2 августа — Оливье IV де Клиссон — французский военный губернатор Ванна; казнён по обвинению в государственной измене
- 7 августа:
  - Жан Пуатье Луизиньян[англ.] — констебль, а позднее регент Киликийского армянского государства; убит;
  - Фуко де Рошешуар[фр.] — епископ Нуайона (1317—1331), архиепископ Буржа (1331—1343).
- 26 августа — Роберт Парнинг[англ.] — лорд главный судья Англии и Уэльса (1340—1341), лорд-казначей (1341), лорд-канцлер (1341—1343).

## Сентябрь
- 14 сентября — Елизавета Фирнебургская — жена герцога Австрии Генриха Кроткого.
- 15 сентября — Генри де Феррерс — 2-й барон Феррерс из Гроуби (1325—1343).
- 23 сентября — Филипп III д’Эврё (37) — граф д’Эврё и граф де Лонгвиль (1319—1343), король Наварры (1328—1343), граф де Мортен и граф Ангулемский (1318/1336 —1343); умер от ран, полученных при осаде Альхесираса.
- 26 сентября — Гастон II де Фуа Богатырь — граф де Фуа, виконт де Беарн, виконт де Габардан, князь-соправитель Андорры, виконт де Марсан (1315—1343), виконт де Лотрек (1339—1343), французский военачальник во время Столетней войны; умер во время осады Альхесираса.
- 27 сентября — Жерар де Домар[итал.] — генеральный магистр ордена проповедников (1342), кардинал-священник Санта-Сабина (1342—1343)

## Октябрь
- 12 октября — Рейнальд II Чёрный — граф Гельдерна (1318/1326—1339), первый герцог Гельдерна (1339—1343), граф Цюфтена (1318/1326—1343)

## Декабрь
- 15 декабря — Хасан Кючюк[англ.], чобанидский правитель, беклербек Улуса Хулагу и наиб Азербайджана (1327—1343)
- 19 декабря — Энтони Бек[англ.] — епископ Линкольна (1320), епископ Нориджа (1337—1343)
- Анна Австрийская — дочь герцога Австрии Фридриха III, жена Генриха XV Баварского

## Дата неизвестна или требует уточнения
- Альбрехт IV, герцог Саксен-Лауэнбурга (линия Мёльн и Бергедорф) (c 1338).
- Ансо де Жуанвиль, французский государственный деятель, маршал Франции (1339).
- Муссо Беккариа — представитель рода Беккариа, сеньор Павии (1332—1343).
- Вира Баллаладэва III[англ.] — последний правитель (махараджадхираджа) империи Хойсала, убит
- Генрих II фон Нассау — Граф Нассау, Зиген, Дилленбург, Херборн и Хайгер (1289—1308), Граф Нассау в Зигене (1308—1343)
- Джон Танкард[англ.] — епископ Киллалы (1307—1343).
- Жан II де Грайи — капталь де Бюш, виконт де Кастильон и де Бенож (1329—1343)
- Ибн Абд аль-Хади[англ.] — исламский учёный
- Иван Иванович Коротопол — Князь рязанский (1327/1339—1342); убит
- Катал О Матадаин[англ.] — ирландский философ.
- Джованни Колонна, итальянский хронист и историк-гуманист, монах-доминиканец.
- Коррадо I Тринчи[фр.] — представитель семьи Тринчи, губернатор и капитан Беваньи и Монтефалько, кондотьер
- Кэ Цзюсы — китайский художник.
- Масамунэ, японский оружейник.
- Муйрхертах O’Брайен[фр.] — король Томонда (1313—1343)
- Николас Бонет[англ.] — епископ Мальты (1342—1343).
- Родольф IV, сеньор и граф Невшателя (с 1286).
- Санчо Альфонсо де Кастилия[исп.] — кастильский инфант, сын Альфонсо XI Справедливого, сеньор де Ледесма
- Такеда Масаёши[нем.] — японский государственный деятель, военный губернатор провинции Каи
- Уолтер Чаттон[англ.] — английский философ
- Филипп де Майорка[англ.] — инфант Майорки, сын короля Хайме II, регент королевства (1324—1329)
- Яаков Бен-Ашер — германо-испанский раввин, автор монументального труда по еврейскому закону «Арбаа Турим», который лёг в основу еврейского законодательного сборника «Шульхан Арух».